# 君士坦丁堡競技場
41°00′23″N 28°58′33″E / 41.00639°N 28.97583°E

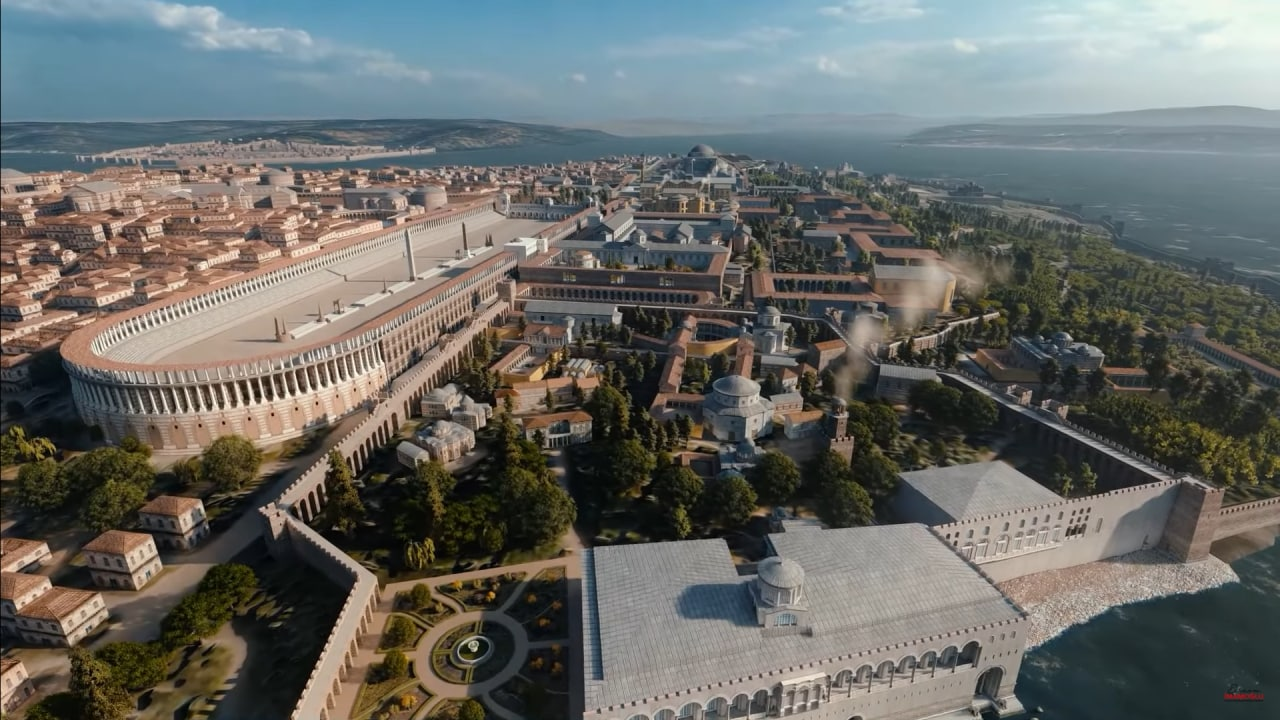
君士坦丁堡复原图（鳥瞰），可見君士坦丁堡競技場、君士坦丁堡大皇宮和聖索菲亞大教堂

君士坦丁堡赛马场的位置

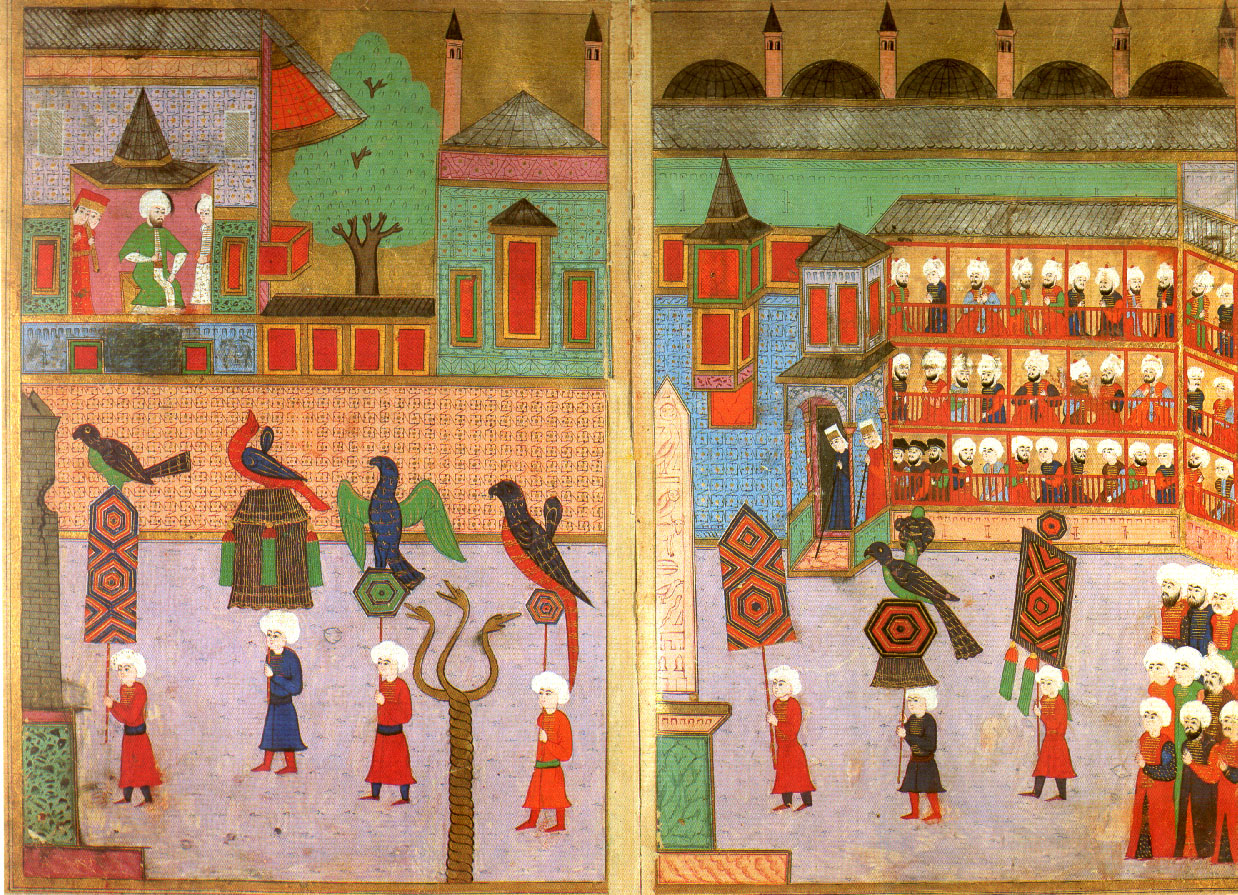
1582年，奥斯曼帝国苏丹的仪仗队经过赛马场，当时蛇柱的三个蛇头仍然存在

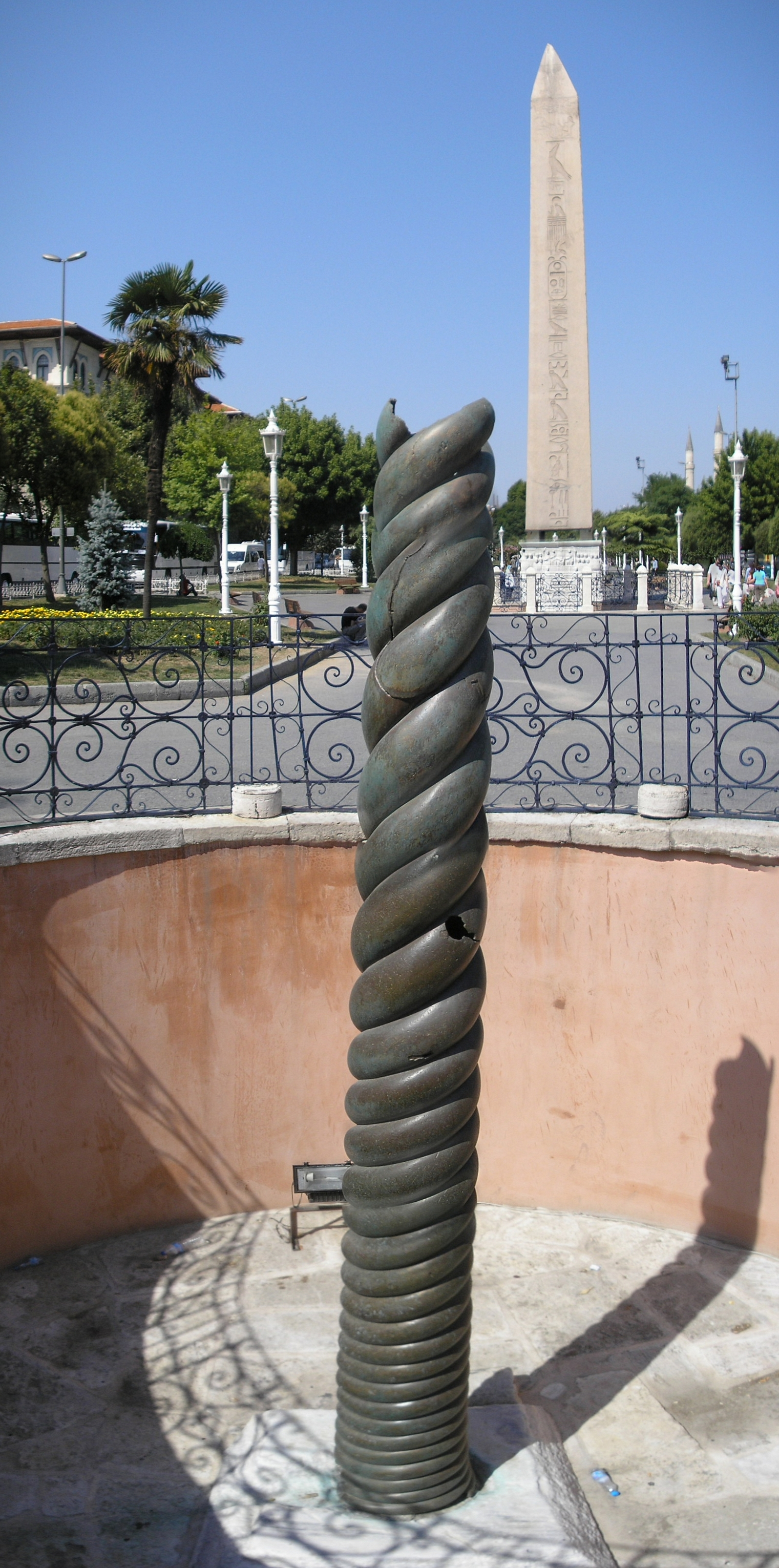
蛇柱和图特摩斯三世方尖碑

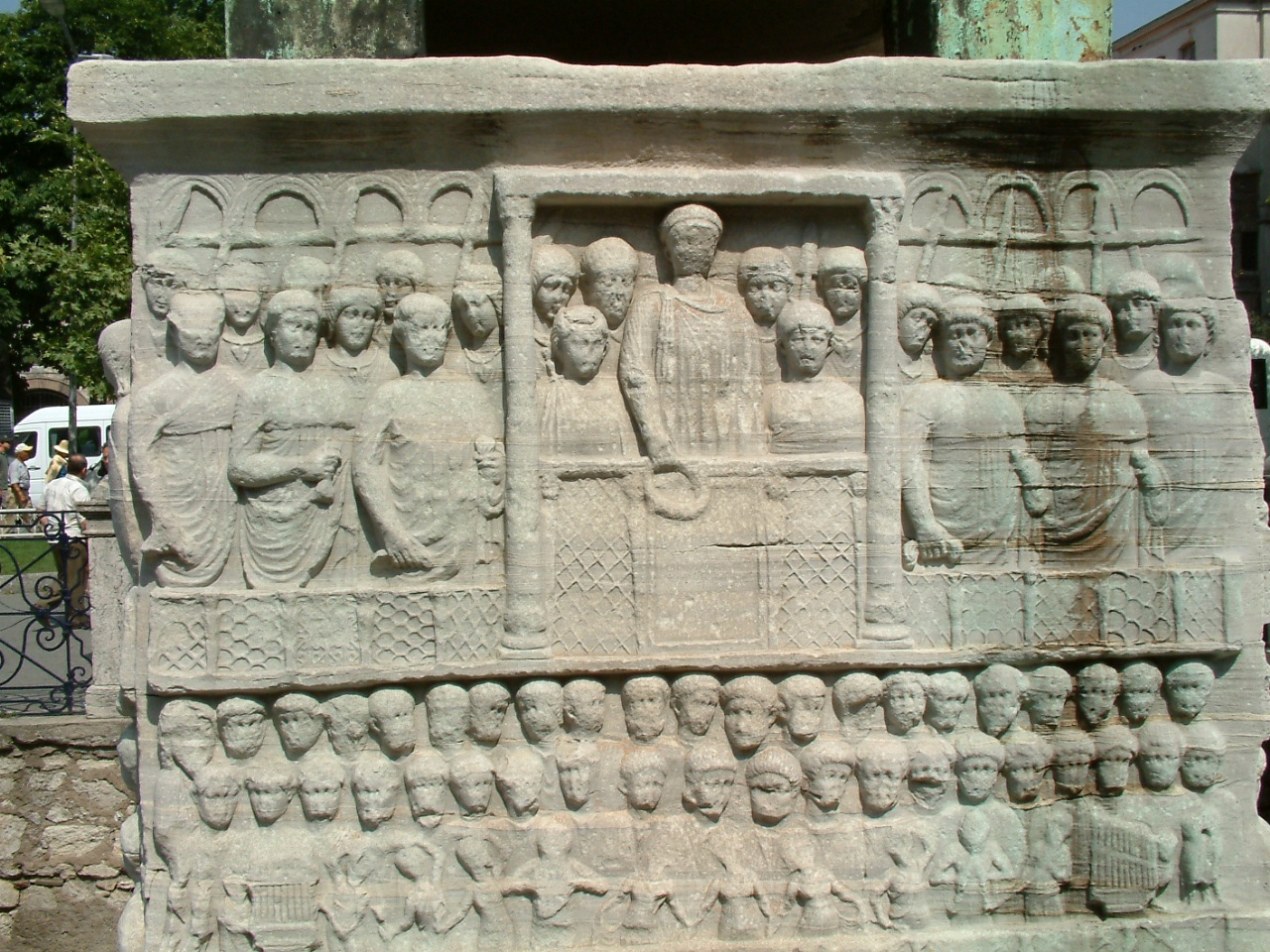
圖特摩斯三世方尖碑基座

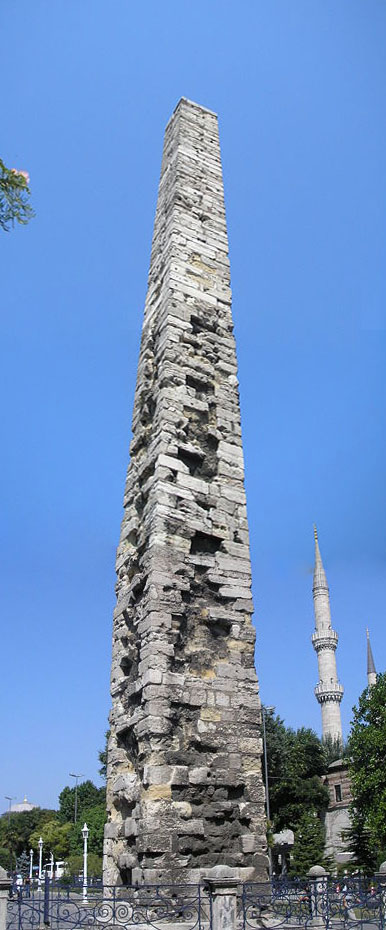
墙柱

君士坦丁堡赛马场（英語：Hippodrome of Constantinople，羅馬化：Hippódromos tēs Kōnstantinoupóleōs）是一个罗马竞技场，曾是東羅馬帝國（拜占庭帝国）首都君士坦丁堡的体育和社交中心。今天，这里是土耳其城市伊斯坦堡老城中心的苏丹艾哈迈德广场（土耳其語：Sultanahmet Meydanı, At Meydanı），原来的建筑只保存了少数的片段。在5至6世紀，每當在任東羅馬皇帝病危時，市民和軍隊會聚集在赛马场面前等候皇帝駕崩的消息、新皇帝的宣佈和加冕儀式。
“赛马场”（hippodrome）一词源于希腊语的hippos（ιππος，马）和dromos（δρομος，道路）。在古代世界，赛马和双轮战车赛车是受欢迎的休闲活动，在希腊化时期、古罗马时期和拜占庭时期的希腊城市，赛马场都很常见。 

## 历史
第一座赛马场修建于这座城市还称为拜占庭的时代，当时它是一个省会城市。公元203年，皇帝塞普蒂米烏斯·塞維魯重建了该城，扩建了城墙，并修建了赛马场，用于战车比赛和其他娱乐项目。 
公元324年，羅馬帝國君士坦丁大帝决定将首都从罗马迁往拜占庭，并将该城更名为新罗马（Neu Roma），很快又更名为君士坦丁堡。君士坦丁大帝大规模扩建城市，其中一项重要的工程就是修复赛马场。估计君士坦丁赛马场长约450米，宽约130米，能够容纳10万观众。
赛马道呈U形，皇帝看台（Kathisma）位于其东端。皇帝看台有一个通道可以直接到达大皇宫，这个通道只有皇帝和皇室其他成员可以使用。在其北端，有四尊鎏金的铜驷马雕像，不能确定是属于古希腊还是古罗马，它们在1204年遭到第四次十字军的洗劫，运往威尼斯，安装到聖馬爾谷聖殿的立面上，现在称为聖馬爾谷之马。沿赛道排列的其他著名马匹和战车的青铜雕像，现在都已不存在。赛马场布满了众神、帝王和英雄的雕像，其中著名的作品，有留西波斯的赫拉克勒斯雕像、罗慕路斯与雷穆斯与狼雕像，以及蛇柱。在皇帝君士坦丁七世的著作《典仪论》（De Ceremoniis）中，描述了在萨拉森或阿拉伯访客参观之际跑马场的装饰品，提到了罕见的紫色帷幔和挂毯。
在整个東羅馬帝國时期，赛马场是城市社会生活的中心，大量赌注押在了战车比赛。最初有四支队伍参加比赛，每一支队伍由元老院内不同的政党（Deme）资助，它们分别是蓝党（Venetoi）、绿党（Prasinoi）、红党（Rousioi）和白党（Leukoi）。红党和白党逐渐衰弱，并被其他两个主要党派吸收（蓝党和绿党）。
每次参加比赛的共有八辆战车（每队两辆战车），各由四匹马拉动，在赛马场的赛道上竞争。这些比赛不仅仅是简单的体育活动，还提供了罕见的机会，让皇帝和平民可以来到一起。在赛马场常会举行政治讨论。
蓝党和绿党之间的竞争，往往与政治或宗教对抗相交融，有时甚至形成骚乱，其中最严重的是532年的尼卡暴动，估计有30000人死亡，许多重要建筑，如第二座圣索非亚大教堂在暴动中被摧毁。目前所见到的第三座教堂，是由查士丁尼大帝在尼卡暴动之后重建的。
自从第四次十字军之后，君士坦丁堡始终未能从此次战乱中得到有效的恢复，直到1453年拜占庭帝国灭亡。那时，跑马场已成为一片废墟。1453年，这座城市被奥斯曼土耳其人征服，并成为奥斯曼帝国的首都。 
在奥斯曼帝国时期，由于土耳其人对赛车不感兴趣，赛马场原来的用途逐渐被人遗忘。但是，这个地方始终没有建造建筑物，而且还被用于各种庆典活动，例如苏丹艾哈迈德三世儿子隆重豪华的割礼仪式，持续了几天之久。在奥斯曼帝国的绘画中，竞技场的座椅和纪念建筑仍然完好无损。今天，苏丹艾哈迈德广场的平面和尺度，都大致相当于已消失的赛马场。

## 纪念建筑

### 蛇柱
为了美化新首都的形象，君士坦丁和他的继任者，特别是狄奥多西大帝，将来自帝国各地的艺术品，运到君士坦丁堡。在赛马场的中央（spina），是来自德尔斐阿波罗神庙的普拉提亚三脚祭坛，现在称为蛇柱。这座祭坛兴建于公元前5世纪，是为了庆祝希腊人在波斯战争的普拉提亚战役中，战胜了波斯人。其顶端是由三个蛇头支持的金碗。君士坦丁下令将其从德尔斐移到君士坦丁堡赛马场中间。在第四次十字军期间，金碗被破坏或被盗。至于蛇头，迟至17世纪末才被破坏。在土耳其征服后的最初的几个世纪中，它们仍然存在，因为许多奥斯曼土耳其绘画都描绘了这些蛇头。部分蛇头已被复原，在伊斯坦布尔考古博物馆展出。今天，德尔斐三脚祭坛仅剩的就是它的下部，称为“蛇柱”。

### 图特摩斯三世方尖碑
另一位装饰赛马场的皇帝是狄奥多西大帝，他在公元390年从埃及购买了一块粉红色花岗岩雕刻的方尖碑，竖立在赛道内侧。这块方尖碑是从大约公元前1490年，图特摩斯三世在位期间，就竖立在卢克索的卡纳克神庙。狄奥多西大帝将其切割成三块，运回君士坦丁堡。这块方尖碑已存在近3500年，其状态还是非常良好。 

### 墙柱
在10世纪，皇帝君士坦丁七世在赛马场的另一端，兴建了另一座方尖碑。最初它覆盖着镀金铜牌，但在第四次十字军期间被拉丁军队洗劫并将其熔化。这个纪念碑的石质核心幸存了下来，被称为墙柱。

### 薄菲力雕像
在赛马场的中央，曾竖立着七尊雕像，以纪念薄菲力（Porphyrios）这位传奇的车夫，他曾效力于互相对抗的绿党和蓝党。这七尊雕像现在都已不存在，只有其中两尊雕像的底座还在，在伊斯坦布尔考古博物馆展出。

## 现状
今天，这一地区的正式名称“苏丹艾哈迈德广场”，受到土耳其当局的精心维护。沿老的赛道一线已经铺砌了路面，虽然真正的赛道位于今天路面的2米以下。赛道内幸存的古迹，两个方尖碑和蛇柱，现在位于风景优美的花园。
德国喷泉（“德皇威廉喷泉”）位于赛马场区域的北部入口，就在蓝色清真寺前，它是一个新拜占庭式风格的八角形拱顶喷泉，由德国政府兴建于1900年，纪念德国皇帝威廉二世于1898年访问伊斯坦布尔。
伊斯坦布尔考古博物馆馆长、考古学家 Rüstem Duyuran 在1950年和1951年对赛马场进行了挖掘。1993年，附近的蓝色清真寺前面的一个区域被铲平，以便兴建一座公共建筑，露出了赛马场的几排座位和一些柱子。没有继续进行进一步的调查，但座位和柱子被搬走，现在可以在伊斯坦布尔的博物馆里看到。可能在苏丹艾哈迈德广场公园的地下，还保存有赛马场更多的遗迹。
赛马场的形象出现在1953年至1976年土耳其500里拉纸币的背面。

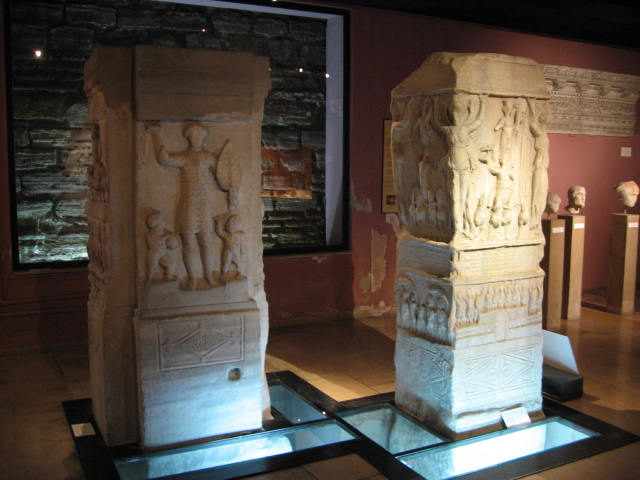
伊斯坦布尔博物馆内的赛马场雕塑底座
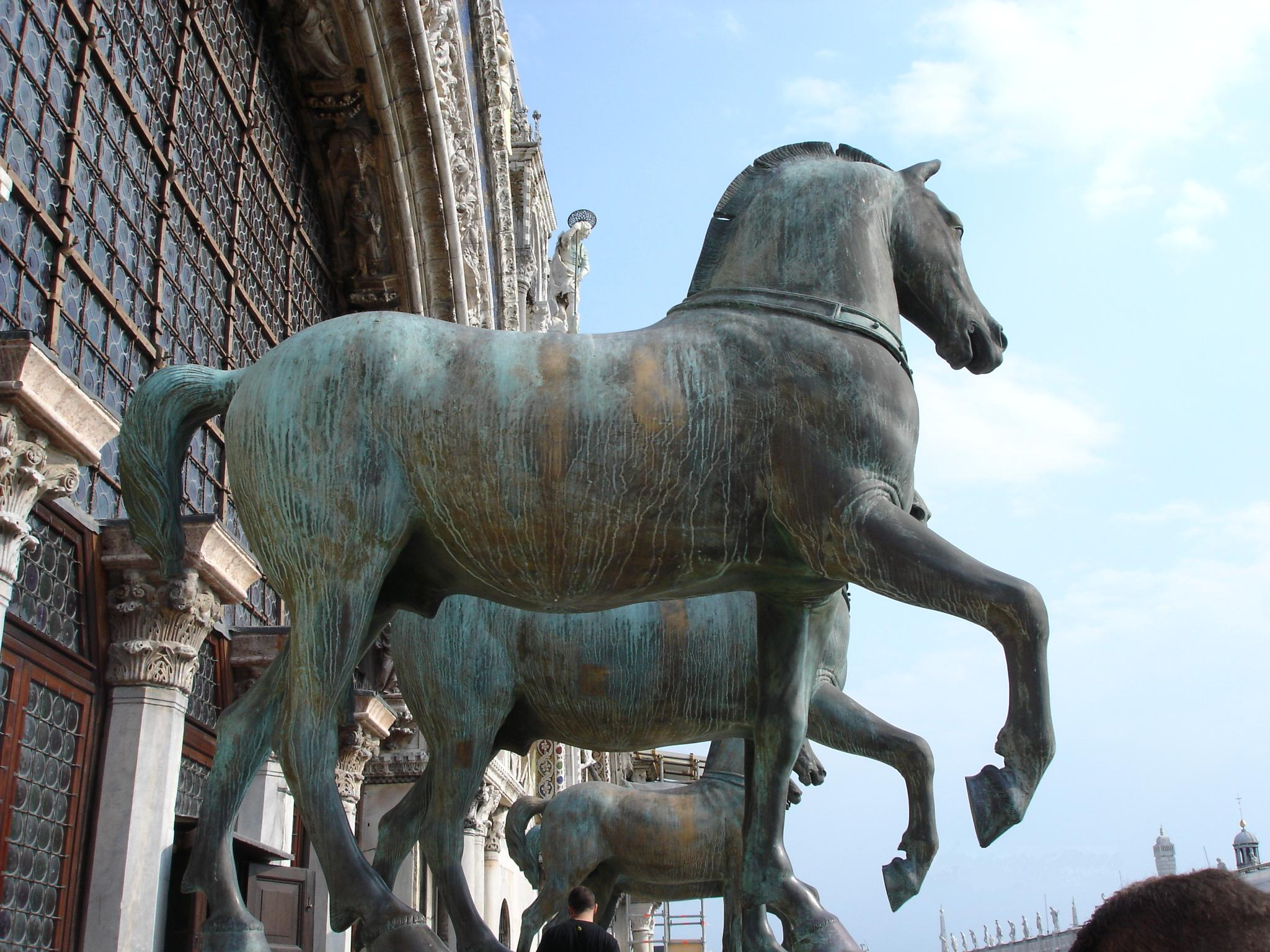
镏金铜驷马
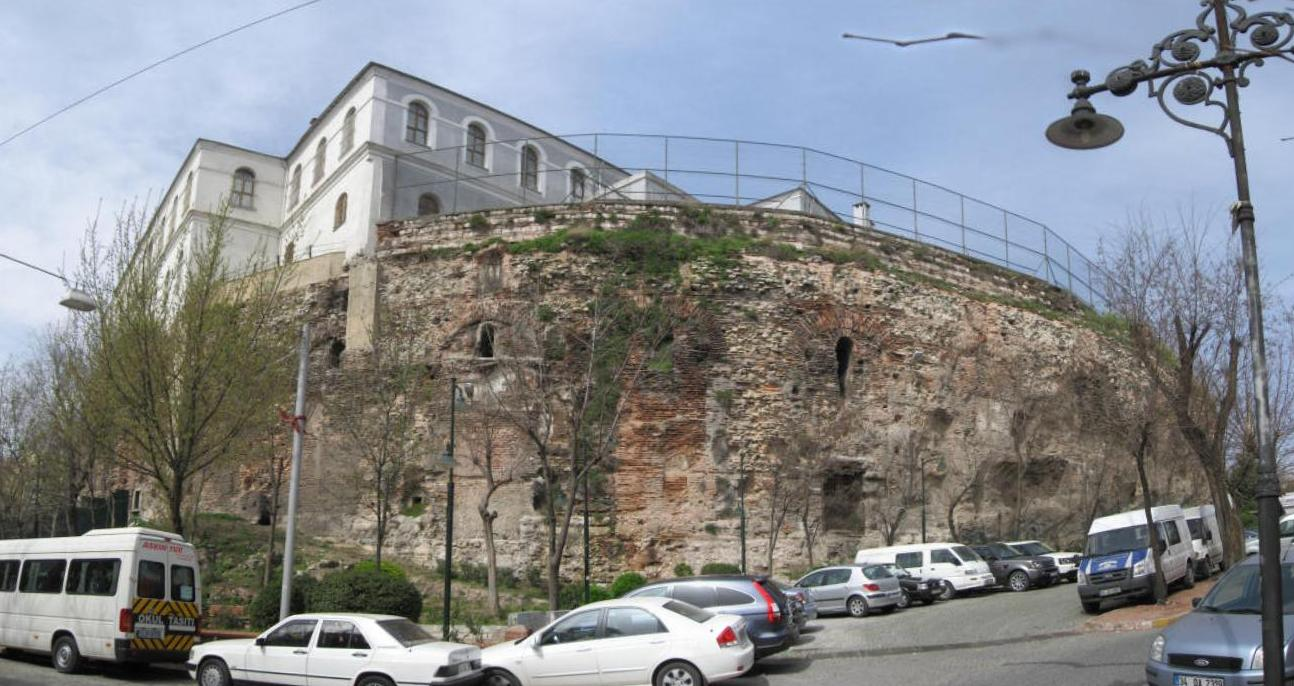
名为“投石机”（Sphendone，因其形状得名）的半圆区域遗迹
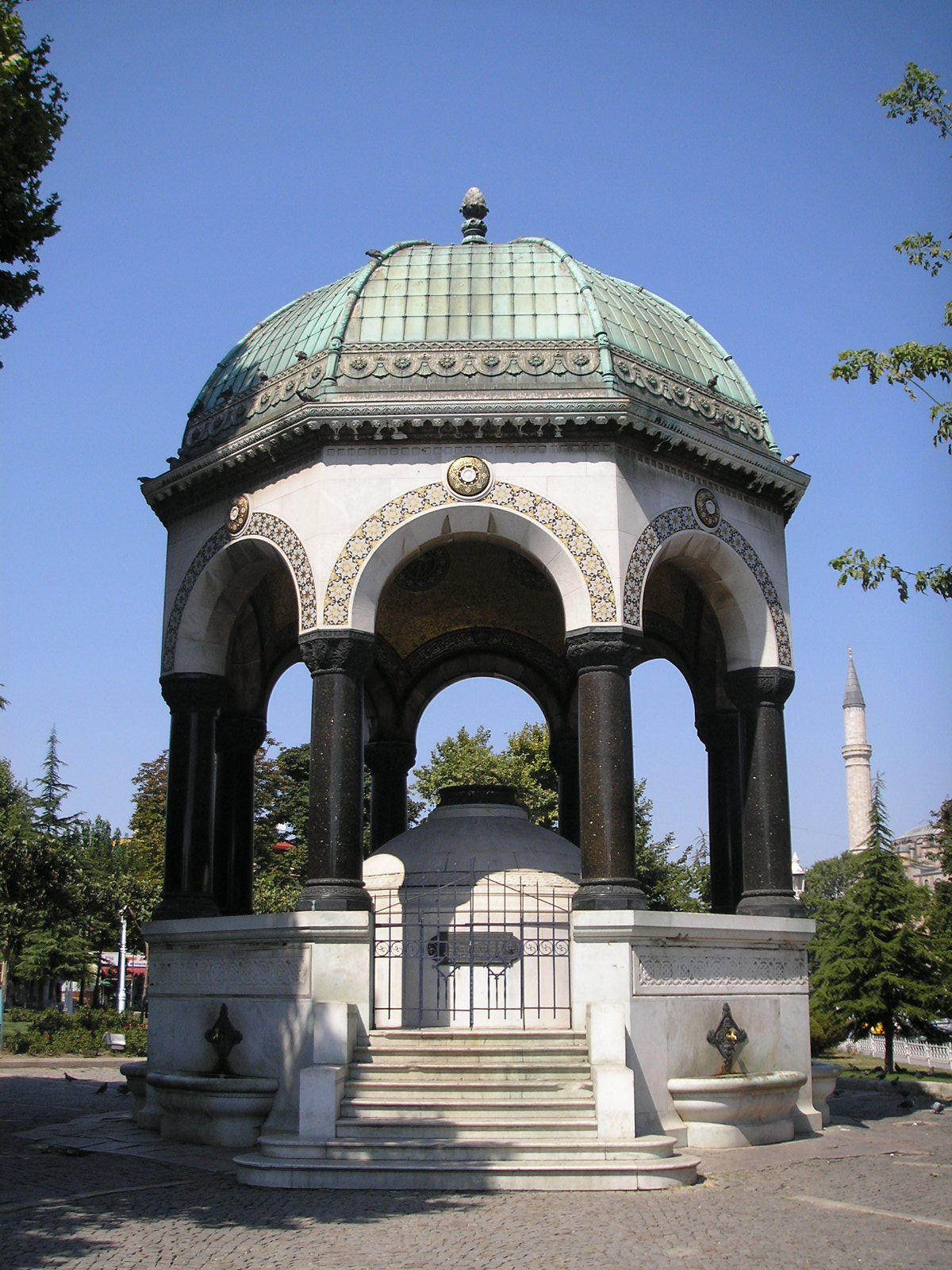
新拜占庭式德国喷泉